# Arcyriatella congregata
Arcyriatella congregata ist eine Art der Schleimpilze aus der Ordnung der Trichiida und die einzige Art der Gattung Arcyriatella. Sie ist ausschließlich aus Brasilien bekannt.

## Beschreibung
Die dunkelbraunen Fruchtkörper sind gestielt hängende Pseudoaethalien. Das oberseits hinfällige, am Ansatz jedoch in Form einer Schale überdauernde Peridium ist schillernd gefärbt. Das reichlich vorhandene Capillitium ist ockerfarben und ähnelt dem der Gattung Arcyria durch Verdickungen entlang der Achse sowie an den Enden. Die Capillitiumsfäden sind klein bestachelt und hohl. Die zu dritt bis sechst, selten bis zu zehnt aggregierten Sporen haben einen Durchmesser von 10 bis 12 Mikrometer.

## Verbreitung
Die Art ist nur von einigen wenigen Aufsammlungen aus São Paulo in Brasilien bekannt, wo sie auf Totholz gefunden wurde.

## Systematik und Forschungsgeschichte
Art und Gattung wurden 1989 von Elke Hochgesand und Gerhard Karl Gottsberger erstbeschrieben.

## Nachweise
Fußnoten direkt hinter einer Aussage belegen die einzelne Aussage, Fußnoten direkt hinter einem Satzzeichen den gesamten vorangehenden Satz. Fußnoten hinter einer Leerstelle beziehen sich auf den kompletten vorangegangenen Absatz.
1. 1 2 3  Michael J. Dykstra, Harold W. Keller: Mycetozoa In: John J. Lee, G. F. Leedale, P. Bradbury (Hrsg.): An Illustrated Guide to the Protozoa. Band 2. Allen, Lawrence 2000, ISBN 1-891276-23-9, S. 966–967 (englisch).
2. 1 2 3  E. Hochgesand, G. Gottsberger: Arcyriatella congregata, a new genus and new species of the Trichiaceae (Myxomycetes) In: Nova Hedwigia, 48(3/4): S. 485–489, 1989, zitiert nach: David W. Mitchell: World inventory of myxomycete species - Descriptions and taxonomic references., 2010 Edition, DVD